# Marshall Chapman
Marshall Chapman (Spartanburg , 7 januari 1949) is een Amerikaanse singer-songwriter en schrijfster.

## Biografie
Marshall Chapman werd geboren op 7 januari 1949 in Spartanburg, South Carolina. Ze was de dochter van een katoenspinner.  Nadat ze een concert bijwoonde van Elvis Presley in 1956, raakte ze geïnteresseerd in rock-'n-roll. Zij kreeg haar opleiding aan de Salem Academy in Winston-Salem in North Carolina. Daarna studeerde ze af aan de Vanderbilt University in Nashville (Tennessee) in 1971.
In de jaren 1970 begon ze aan een muziekcarrière. Haar liedjes zijn opgenomen door verschillende artiesten als Conway Twitty, Joe Cocker, Jimmy Buffett, Emmylou Harris, Wynonna, Jessi Colter , John Hiatt, Dion, Olivia Newton-John, Irma Thomas en Ronnie Milsap. Haar nummer Betty's Bein' Bad was een hit voor Sawyer Brown.
Haar album Jaded Virgin (Epic) uit 1978 werd door Stereo Review  uitgeroepen tot «Record of the Year». In 1998 droegen Marshall en Matraca Berg 14 nummers bij aan Good Ol' Girls, een countrymusical gebaseerd op de verhalen van Lee Smith en Jill McCorkle. De musical blijft in theaters in het zuiden spelen.
Ze heeft twee boeken geschreven. Haar memoires Goodbye, Little Rock and Roller, werd in 2003 gepubliceerd door St. Martin's Press. Haar tweede boek They Came to Nashville werd in 2010 gepubliceerd door Vanderbilt University Press - Country Music Foundation Press. Het is een 2010 Fall Okra Pick van de Southern Independent Booksellers Association.

## Discografie
- 1977: Me, I'm Feelin' Free – Epic/CBS
- 1978: Jaded Virgin – Epic/CBS
- 1979: Marshall – Epic
- 1982: Take It On Home – Rounder
- 1987: Dirty Linen – Tall Girl
- 1991: Inside Job – Tall Girl
- 1995: It's About Time… – Tallgirl/Island/Margaritaville
- 1996: Love Slave – Tallgirl/Island/Margaritaville
- 2003: Goodbye, Little Rock And Roller – Tall Girl
- 2004: Live! The Bitter End – Tall Girl
- 2006: Mellowicious! – Thirty Tigers/Tallgirl
- 2011: Big Lonesome – Tall Girl
- 2013: Blaze Of Glory – Tall Girl[5]
- 2020: Songs I Can't Live Without – Tall Girl[6]